# Matilda Coxe Stevenson
Pour les articles homonymes, voir Coxe et Stevenson.
Mathilda Coxe Stevenson, née le 12 mai 1849 et morte le 24 juin 1915, est une anthropologue, exploratrice et écrivaine américaine.

## Années de formation
Née à San Augustine au Texas, Matilda (surnommée Tilly) Coxe Evans grandit dans une famille de classe moyenne originaire de Washington D.C. où elle emménage en 1953. Son père, juriste et journaliste, président de l'Associated Press, emmène sa fille y visiter la Smithsonian Institution. À la suite de la guerre civile, la famille se replie à Philadelphie où Matilda est inscrite au lycée. Après leur retour à Washington en 1868, Matilda Coxe Evans étudie la chimie avec William M. Mew et souhaite devenir minéralogiste.
En 1872, elle épouse le géologue James Stevenson (en) qui assiste depuis plusieurs années le minéralogiste Ferdinand Vandeveer Hayden dans ses expéditions. James Stevenson donnera l'occasion à Matilda Coxe Evans de partir avec lui en exploration pendant 13 ans. Elle parcourt avec lui les Montagnes Rocheuses et visite notamment les indiens Ute et Araphao.

## Recherche et carrière
En 1879, Matilda Coxe Stevenson accompagne son mari lors de la première expédition chez les Zuñis affrétée par le tout nouveau Bureau of American Ethnology. Elle entame des recherches sur le mode de vie et les traditions des Zuñis et commence à publier ses recherches. En 1885, elle fonde et préside la première association professionnelle de femmes scientifiques, la Women's Anthropological Society de Washington D.C (WAS). À la mort de son mari en 1888, Matilda Coxe Stevenson travaille pour le Smithsonian's Bureau of American Ethnology. Son poste devient permanent en 1890.
Elle explore les grottes et les ruines du Nouveau Mexique et étudie les tribus Pueblos. De 1904 à 1910, elle étudie les indiens Taos et Tewa.

## Publications
En 1881, Matilda Coxe Stevenson publie Zuñi and the Zuñians, une étude sur les Zuñis, et en 1884 The religious life of the Zuni child, une étude sur la vie religieuse des enfants de ce peuple.
En 1894, elle publie The Sia, une étude ethnographique sur le peuple Sia. Elle présente les dieux ancestraux et les masques des Zuñis dans une étude de 1898, Zuñi Ancestral Gods and Masks, et leurs jeux dans un article de 1903, « Zuñi Games ».
En 1904 paraît son recueil le plus important, The Zuni Indians: their mythology, esoteric fraternities, and ceremonies, une recherche ethnographique sur la mythologie et les cérémonies chez les indiens Zuni.
En 1909, elle publie une étude détaillée sur l'ethnobotanique des indiens Zuñis, Ethnobotany of the Zuni Indians.
Trois rapports sur les Tewa et deux ouvrages sur les cérémonies du Taos Blue Lake et les habits de cérémonie des indiens Pueblos seront publiés à titre posthume, mais son manuscrit de 400 pages sur les indiens Tewa a été perdu et ne figure pas dans sa bibliographie.

## Postérité
Matilda Coxe Stevenson meurt le 24 juin 1915 à Oxon Hill, Maryland, États-Unis.
Pionnière de l'anthropologie visuelle, elle laisse plus de 3 000 photographies constituant une documentation précieuse sur les coutumes des peuples qu'elle a observés.
Les objets collectionnés par Matilda et James Stevenson sont conservés dans le département d'anthropologie du Musée national d'histoire naturelle de la Smithsonian Institution. Les documents de Matilda Stevenson sont conservés dans les Archives nationales anthropologiques de l'Institution.